# Jávor Ottó
Jávor Ottó (Székesfehérvár, 1925. október 7. – Budapest, 1995. október 20.) magyar író, műfordító.

## Életpályája
Szülei: Jávor Nándor és Hochhold Julianna voltak. 1943-ban érettségizett Székesfehérváron. 1943–1946 között katonai szolgálatot teljesített, hadifogoly lett. 1946–1950 között a Pázmány Péter Tudományegyetem Bölcsészettudományi Karának magyar-német szakos hallgatója volt. 1950–1953 között a székesfehérvári József Attila Gimnáziumban tanított. 1953–1957 között a fővárosi Móricz Zsigmond Gimnázium tanára volt. 1957–1970 között a Rákóczi Ferenc Gimnáziumban oktatott. 1962–1976 között középiskolai magyar szakfelügyelő volt. 1970–1972 között a Bem József Szakközépiskola oktatója volt. 1972–1976 között a Fazekas Mihály Gimnázium pedagógusa volt. 1976–1987 között a Budapest főmunkatársa, 1979–1987 között főszerkesztő-helyettese volt. 1991–1995 között a Vörösmarty Társaság elnöke, 1995–től tiszteletbeli elnöke volt, 2015-től posztumusz örökös tagja lett.
Fordította Böll, Grass, Fühmann, Hochhuth, Hermlin, Lenz stb. műveit. Sírja Székesfehérváron a Csutora temetőben található.

## Magánélete
- 1952–1994 között Soltész Katalin nyelvész (1926–1994)[6] volt a felesége. Két lányuk született: Anna (1953) és Júlia (1955).

## Díjai
- Az arnsbergi nemzetközi novellapályázat fődíja (1982)
- Eremit-díj (1983)
- A Munka Érdemrend ezüst fokozata (1985)
- IBBY-díj (1988)
- IBBY-diploma (1989)
- Pro Civitate (Székesfehérvár, 1993)

## Művei

### Novellák
- Rossz káderek (1963)
- A matematikatanár elhallgatása (1983)
- Oroszlán a fürdőszobában (1985)
- Nincs többé temetés (1991)
- Századunk idilljei (1993)

### Regények
- Vonuljatok ki, chansonok (1965)
- Talajvíz (1968)
- Az ember és a város (1969)
- Emma nagysád, énekeljen (1979)
- Fessétek ki a Kisjézust! (1980)
- Körkörös védelem (1982)
- Lőjetek sort Mayer úrnak! (1987)
- Ez a tangó egy vallomás (1987)
- A kiszolgáltatott (1992)

### Esszék
- Olvasás–utazás (1977)

### Gyermekkönyvek
- Mesék Héraklészról (1980)

## Műfordításai
- Heinrich Böll: El a csapattól (kisregény, 1970)
- Franz Fühmann: Homéroszi háború. Trója pusztulásának és Odüsszeusz bolyongásainak a mondája. Homérosz és más források nyomán elmondja Franz Fühmann (Reich Károly rajzaival, 1980)
- Stephan Hermlin: Alkonyi fény (visszaemlékezés, 1981)
- Rolf Hochhuth: Egy szerelem Németországban (regény, 1985)